# 利源分析
利源分析(りげんぶんせき)とは、保険会社の利益の発生源泉を分析する手法である。基本的な考え方は、会計上の損益計算書に、両建の中間項目を用いることで、利益を発生要因別に分解する、というものである。

## 利源分析のバリエーション
利源分析には、様々なバリエーションが考えられる。まず、対象とする利益を何にするかについては、日本の保険業法会計上の利益以外に、例えば米国会計基準(US GAAP)の利益、その他のあらゆる会計上の利益を用いることができる。また、会計上の単年度の損益ではなく、エンベディドバリュー(EV)のようなバリュー指標を用いることも可能である。次に、保険業法会計であっても、責任準備金の積立方式や計算基礎率について様々な選択がある。例えば、保険料計算基礎の平準純保険料式が例として挙げられる。さらに、利源の区分の仕方は、中間項目としてどのようなものを用いるかによって様々な方式が考えられる。
以下では、決算状況表に定められた、最も一般的な方法について説明する。この手法では、税引前利益が、費差損益、死差損益、利差損益、責任準備金関係損益、価格変動損益、その他損益の6つの利源に分解される。

## 費差損益
予定事業費率と実際の事業費率の差に起因する損益であり、以下の収入項目から費用項目を差引いて算出する。
- 収入項目：予定事業費
- 費用項目：事業費、税金(営業・契約関係)、減価償却費、退職給付引当金繰入額、賞与引当金積増額

ここで、予定事業費は利源分析用のものであり、5年チルメル式の場合には利源枠を用いるが、純保枠を用いることもある。
収入項目たる予定事業費は、保険料算出において、事業費等に充てるために織り込まれたものである。これに対応する実際の支出が費用項目に挙げられている。

## 死差損益
予定死亡率と実際の死亡率の差による損益である。第三分野保険等では、予定死亡率以外に、入院や手術等の予定発生率を用いるものがある。これらの契約では、予定発生率と実際の発生率の差による損益も死差益に含む。このことを強調する意味で、危険差益ということもある。
費差損益、利差損益の算式との対応関係からいえば、予定保険金支払から実際の保険金支払を差引いて算出することになるが、損益計算書の項目に中間項目を加えることで計算できるようにするため、予定保険金に相当する金額を逆算的に求めるのが一般的である。すなわち、以下の収入項目から費用項目を差し引いて算出する。
- 収入項目：保険料、再保険収入、年始保険料積立金、年始未経過保険料、予定利息、復活契約の失効時保険料積立金、年始支払備金(解約返戻金、契約者配当金を除く)、最低保証純保険料、特別勘定運営費、変額保険に係る特別勘定調整、変額保険に係る予定事業費修正
- 費用項目：保険金、年金、給付金、解約返戻金(解除分)、その他返戻金、再保険料、予定事業費、解約・失効契約の消滅時保険料積立金、年末保険料積立金、年末未経過保険料、年末支払備金(解約返戻金、契約者配当金を除く)、年始諸積増

項目が多いが、これは、次のように考えると分かりやすい。保険料から予定事業費を引くと、純保険料となる。純保険料は貯蓄保険料と危険保険料に分かれるが、責任準備金繰入額から予定利息を差引いたものが貯蓄保険料である。従って、純保険料からこの貯蓄保険料相当額を引いたものが危険保険料相当額である。この危険保険料相当額が、上の説明の予定保険金支払に相当する。

## 利差損益
予定利率と実際の運用利回りの差による損益であり、以下の収入項目から費用項目を差し引いて算出する。
- 収入項目：利息及び配当金等収入、金銭信託運用益、有価証券償還益、その他運用収益、年始支払備金(契約者配当金)
- 費用項目：予定利息、契約者配当金積立利息繰入額、有価証券償還損、為替差損、貸倒引当金繰入額、貸付金償却、賃貸用不動産等減価償却費、その他運用費用、固定資産等処分損(固定資産等の売却損を除く)、年末支払備金(契約者配当金)

、最低保証純保険料、特別勘定運営費、変額保険に係る特別勘定調整(投資関係)
以上の3利源は、保険料に織り込まれた計算基礎率と実績の差によるものであるのに対し、以下の3利源は、保険料には明示的に織り込まれていない原因に起因するものである。正確には、以下で説明するように、予定解約率と実際の解約率の差による損益はこの限りではない。

## 責任準備金関係損益
実際の責任準備金積立と利源分析上の責任準備金積立の差、危険準備金の積増、解約時における解約控除(特に、この部分のみを解約失効益ということがある)等、責任準備金に関係する損益であり、以下の収入項目から費用項目を差引いて算出する。
- 収入項目：年末諸積増、年末危険準備金、変額保険に係る予定事業費修正、解約返戻金、年末支払備金(解約返戻金)、復活契約の失効時保険料積立金
- 支出項目：年始諸積増、年始危険準備金、年始支払備金(解約返戻金)、解約・失効契約の消滅時保険料積立金

なお、予定解約率を使用する契約では、予定解約率と実際の解約率の差による損益について、別途、調整が必要である。

## 価格変動損益
価格変動損益とは、キャピタルゲインに関係する損益であり、以下の収入項目から費用項目を差し引いて算出する。
- 収入項目：有価証券売却益、不動産動産処分益、保険業法112条評価益、価格変動準備金戻入額
- 費用項目：有価証券売却損、有価証券評価損、固定資産等評価損、不動産圧縮損、価格変動準備金繰入額、変額保険に係る予定事業費修正

これから分かるように、有価証券と不動産等の売却損益や評価損益(保険業法112条評価益を含む)、価格変動準備金の増減がこの利源で認識される。

## その他損益
上記の5利源のいずれにも属さない損益であり、以下の収入項目から費用項目を差引いて算出する。
- 収入項目：税金(その他)、その他の経常費用、その他特別損失、法人税及び住民税
- 支出項目：その他の経常収益、その他特別収益、前期繰越利益金

ここで、税金(その他)には、法人事業税や特別法人税が含まれる。この項目と費差損益の税金(営業・契約関係)の合計が、損益計算書の税金となる。